# Grattan-Massaker

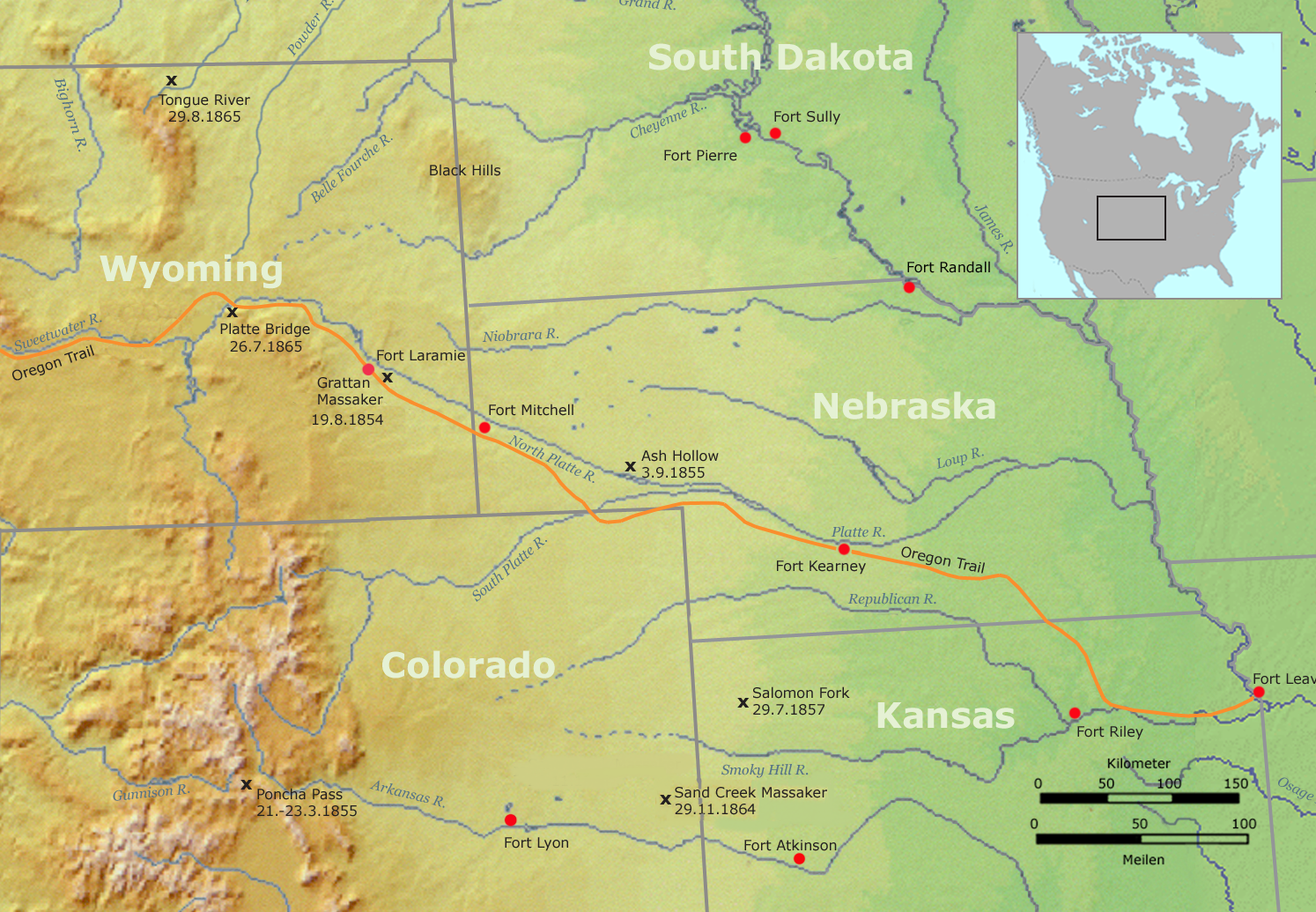
Schauplatz des Grattan-Massakers in Wyoming und anderer Gefechte zwischen 1850 und 1865.

Das Grattan-Massaker ist ein nach dem US-Leutnant John L. Grattan benanntes Gefecht, das am 19. August 1854 zwischen US-Truppen und Indianern stattfand und die erste nennenswerte bewaffnete Konfrontation zwischen der US-Armee und den Lakota war.

## Das Gefecht

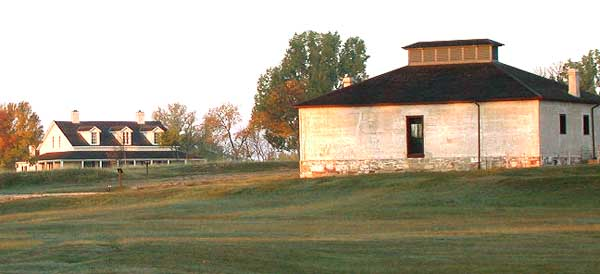
Fort Laramie in Wyoming.

Im Spätsommer jenes Jahres lagerten verschiedene Lakota-Stämme etwa zwölf Kilometer östlich von Fort Laramie im heutigen südöstlichen Wyoming. Sie warteten auf Versorgungsgüter, die ihnen von der US-Regierung im Vertrag von Fort Laramie 1851 drei Jahre zuvor zugesichert worden waren. Die Kuh eines Mormonen, der auf dem nahe gelegenen Oregon Trail nach Westen zog, verirrte sich in das Lager der Brulé-Lakota und wurde von einem Minneconjou namens High Forehead, der bei den Brulé zu Gast war, eingefangen und getötet.
Der Eigentümer der Kuh beschwerte sich im Fort, und Leutnant John Lawrence Grattan, ein junger, kürzlich in Westpoint graduierter Offizier, bekam vom Kommandanten den Befehl, den schuldigen Lakota festzunehmen und zur Bestrafung ins Fort zu bringen. Grattans Truppe bestand aus einem Sergeant, einem Corporal, 27 Soldaten und einem französischstämmigen Dolmetscher. Der Kommandant von Fort Laramie sagte später aus: Es besteht kein Zweifel, dass Leutnant Grattan das Fort mit der festen Absicht verließ, den Mann unter allen Umständen zu fassen, auch wenn es zum Kampf kommen würde.
Der Häuptling der Brulé, Conquering Bear, wollte offensichtlich den Schuldigen in Schutz nehmen. Er versuchte, den Fall durch Verhandeln zu lösen und bot ein Pferd als Ausgleich an, doch Grattan lehnte das Angebot kategorisch ab. Die angespannte Situation wurde zweifellos durch den angetrunkenen Dolmetscher verschärft, der die Indianer beleidigte. Als Conquering Bear empört aufstand und die Beratung verlassen wollte, schoss ihm ein Soldat in den Rücken und traf ihn tödlich. Es folgte ein Schusswechsel, bei dem Grattan und fast alle seiner dreißig Begleiter getötet wurden. Nur ein Soldat konnte schwerverwundet entkommen, soll aber später seinen Verwundungen erlegen sein. Angeblich war Conquering Bear der einzige Indianer, der bei diesem Gefecht sein Leben verlor.

## Folgen
Dieses Ereignis bekam von der amerikanischen Presse die Bezeichnung Grattan-Massaker und war Teil einer großangelegten antiindianischen Presse-Kampagne in den USA jener Zeit.
Als die Nachricht davon das Kriegsministerium in Washington erreichte, war man dort fest entschlossen, Vergeltung zu üben. Oberst William S. Harney, ein hochdekorierter Offizier aus dem Mexikanisch-Amerikanischen Krieg (1846–1848), wurde eigens aus Paris herbeibeordert und nach Fort Kearny geschickt, wo er das Kommando über die dort stationierten Dragoner übernahm. Am 24. August 1855 begann er seinen Feldzug, um die Lakota für das Grattan-Massaker zu bestrafen.
Nach einem missglückten Verhandlungsversuch, der von den Brulé ausgegangen war, griffen etwa 600 US-Kavalleristen am 3. September 1855 das Lager der Indianer am Blue Water Creek im westlichen Nebraska an. Die Brulé unter Häuptling Little Thunder, dem Nachfolger von Conquering Bear, zählten nur 250 Krieger, waren deutlich unterlegen und verloren mindestens 85 Stammesmitglieder, darunter viele Frauen und Kinder. Eine nicht geringe Zahl von Lakota-Frauen und -Kindern wurde verschleppt. Bei den Sioux hieß Harney, der später zum General befördert wurde, seitdem der Schlächter (engl. Butcher). Crazy Horse, später ein berühmter Häuptling, war damals noch ein Heranwachsender. Er soll sowohl beim Grattan-Vorfall im Lakota-Lager gewesen sein als auch das Massaker am Blue Water Creek aus der Ferne beobachtet haben, das auch unter dem Namen Schlacht von Ash Hollow geläufig ist.